# Onzième district congressionnel de l'État de New York
Le 11e district congressionnel de New York est un district situé dans l'État américain de New York. Le 11e district comprend tout Staten Island et certaines parties du sud de Brooklyn, y compris les quartiers de Bay Ridge, Bath Beach, Dyker Heights, le sud-ouest de Gravesend, l'ouest de Sheepshead Bay et certaines parties du sud de Bensonhurst. Le 11e district est actuellement représenté par la Républicaine Nicole Malliotakis, qui est actuellement la seule républicaine représentant une partie de la ville de New York au Congrès. Malliotakis a été élue pour la première fois en 2020, battant le Démocrate sortant Max Rose pour un mandat.
Le caractère du district est très différent du reste de la ville de New York. C'est le seul district de la ville qui penche du côté du Parti Républicain lors des élections nationales, et le seul remporté par Donald Trump en 2020, qui l'a remporté avec 55 % des voix contre 44 % pour l'opposant Démocrate Joe Biden.

## Démographie
Selon l'APM Research Lab's Voter Profile Tools (présentant l'enquête sur la communauté américaine 2019 du US Census Bureau), le district comptait environ 499 000 électeurs potentiels (citoyens âgés de 18 ans et plus). Parmi eux, 64 % sont blancs, 15 % latinos, 12 % noirs et 8 % asiatiques. Les immigrants représentent 29 % des électeurs potentiels de la circonscription. Le district compte d'importantes populations italo-américaines, juives, irlandaises-américaines et russo-américaines. Le revenu médian des ménages (avec un ou plusieurs électeurs potentiels) du district est d'environ 85 200 $. Quant au niveau d'éducation des électeurs potentiels de la circonscription, 10 % des 25 ans et plus n'ont pas obtenu de diplôme d'études secondaires, tandis que 38 % sont titulaires d'un baccalauréat ou d'un diplôme supérieur.

## Histoire
Avant le redécoupage de 2012, la majeure partie du territoire actuellement situé dans le 11e district était située dans le 13e district congressionnel de New York, tandis que le 11e district était entièrement situé à Brooklyn et comptait une population majoritairement afro-américaine. La majeure partie du territoire situé dans l'ancien 11e se trouve désormais dans le 9e. L'ancien 11e a fait l'objet du segment Better Know a District de The Colbert Report le 15 décembre 2005 et le 4 septembre 2012.

## Historique de vote
| Année | Poste     | Résultats                  |
| ----- | --------- | -------------------------- |
| 2012  | Président | Obama 52,0 % – 47,0 %      |
| 2012  | Sénat     | Gillibrand 65,0 % – 34,0 % |
| 2016  | Président | Trump 54,0 % – 44,0 %      |
| 2020  | Président | Trump 55,0 % – 44,0 %      |
| 2022  | Sénat     | Pinion 60,0 % – 40,0 %     |

## Liste des Représentants du district
| Membre                          | Parti                          | Années                           | Congrès     | Histoire électorale | Zone géographique                                         |
| ------------------------------- | ------------------------------ | -------------------------------- | ----------- | --- | --------------------------------------------------------- |
| District établit le 4 mars 1803 |                                |                                  |             | |                                                           |
| Beriah Palmer (en)              | Républicain-Démocrate          | 4 mars 1803 - 3 mars 1805        | 8e          | Élu en 1802. Retrait. | 1803–1811 Comtés d'Essex, Clinton et Saratoga             |
| Peter Sailly (en)               | Républicain-Démocrate          | 4 mars 1805 - 3 mars 1807        | 9e          | Élu en 1804. Retrait. | 1803–1811 Comtés d'Essex, Clinton et Saratoga             |
| John Thompson (en)              | Républicain-Démocrate          | 4 mars 1807 - 3 mars 1809        | 10e         | Élu en 1806. Redécoupage vers le 8e district. | 1803–1811 Comtés d'Essex, Clinton et Saratoga             |
| Thomas R. Gold (en)             | Fédéraliste                    | 4 mars 1809 - 3 mars 1813        | 11e , 12e   | Élu en 1808. Réélu en 1810. Perd sa réélection. | 1803–1811 Comtés d'Essex, Clinton et Saratoga             |
| Thomas R. Gold (en)             | Fédéraliste                    | 4 mars 1809 - 3 mars 1813        | 11e , 12e   | Élu en 1808. Réélu en 1810. Perd sa réélection. | 1811–1813 Comtés d'Essex, Clinton et Saratoga et Franklin |
| John W. Taylor                  | Républicain-Démocrate          | 4 mars 1813 - 3 mars 1823        | 13e - 17e   | Élu en 1812. Réélu en 1814. Réélu en 1816. Réélu en 1818. Réélu en 1821. Redécoupage vers le 17e district.                                              | 1813–1823 Comté de Saratoga                               |
| Charles A. Foote (en)           | Républicain-Démocrate Crawford | 4 mars 1823 - 3 mars 1825        | 18e         | Élu en 1822. | 1823–1833 Comtés de Delaware et Greene                    |
| Henry Ashley (en)               | Jacksonien (en)                | 4 mars 1825 - 3 mars 1827        | 19e         | Élu en 1824. Retrait. | 1823–1833 Comtés de Delaware et Greene                    |
| Selah R. Hobbie (en)            | Jacksonien (en)                | 4 mars 1827 - 3 mars 1829        | 20e         | Élu en 1826. Retrait. | 1823–1833 Comtés de Delaware et Greene                    |
| Perkins King (en)               | Jacksonien (en)                | 4 mars 1829 - 3 mars 1831        | 21e         | Élu en 1828. Retrait. | 1823–1833 Comtés de Delaware et Greene                    |
| Erastus Root (en)               | Jacksonien (en)                | 4 mars 1831 - 3 mars 1833        | 22e         | Élu en 1830. | 1823–1833 Comtés de Delaware et Greene                    |
| John Cramer (en)                | Jacksonien (en)                | 4 mars 1833 - 3 mars 1837        | 23e , 24e   | Élu en 1832. Réélu en 1834. | 1833–1843 Comtés de Schenectady et Saratoga               |
| John I. De Graff (en)           | Démocrate                      | 4 mars 1837 - 3 mars 1839        | 25e         | Élu en 1836. Retrait. | 1833–1843 Comtés de Schenectady et Saratoga               |
| Anson Brown (en)                | Whig                           | 4 mars 1839 - 14 juin 1840       | 26e         | Élu en 1838. Décès. | 1833–1843 Comtés de Schenectady et Saratoga               |
| Vacant                          | Vacant                         | 14 juin 1840 - 7 décembre 1840   | 26e         | | 1833–1843 Comtés de Schenectady et Saratoga               |
| Nicholas B. Doe (en)            | Whig                           | 7 décembre 1840 - 3 mars 1841    | 26e         | Élu pour terminer le mandat de Brown. | 1833–1843 Comtés de Schenectady et Saratoga               |
| Archibald L. Linn (en)          | Whig                           | 4 mars 1841 - 3 mars 1843        | 27e         | Élu en 1840. Perd sa réélection face à Chesselden Ellis dans le 16e district après redécoupage.                                                         | 1833–1843 Comtés de Schenectady et Saratoga               |
| Zadock Pratt (en)               | Démocrate                      | 4 mars 1843 - 3 mars 1845        | 28e         | Élu en 1842. Retrait. | 1843–1853 Comtés de Columbia et Greene                    |
| John F. Collin (en)             | Démocrate                      | 4 mars 1845 - 3 mars 1847        | 29e         | Élu en 1844. Retrait. | 1843–1853 Comtés de Columbia et Greene                    |
| Peter H. Silvester (en)         | Whig                           | 4 mars 1847 - 3 mars 1851        | 30e , 31e   | Élu en 1846. Réélu en 1848. Retrait. | 1843–1853 Comtés de Columbia et Greene                    |
| Josiah Sutherland (en)          | Démocrate                      | 4 mars 1851 - 3 mars 1853        | 32e         | Élu en 1850. Retrait. | 1843–1853 Comtés de Columbia et Greene                    |
| Theodoric R. Westbrook (en)     | Démocrate                      | 4 mars 1853 - 3 mars 1855        | 33e         | Élu en 1852. Retrait. | 1853–1863 Comtés d'Ulster et Greene                       |
| Rufus H. King (en)              | Opposition (États du Sud) (en) | 4 mars 1855 - 3 mars 1857        | 34e         | Élu en 1854. Retrait. | 1853–1863 Comtés d'Ulster et Greene                       |
| William F. Russell (en)         | Démocrate                      | 4 mars 1857 - 3 mars 1859        | 35e         | Élu en 1856. Retrait et nommé Officier Naval du Port de New York.                                                                                       | 1853–1863 Comtés d'Ulster et Greene                       |
| William S. Kenyon (en)          | Républicain                    | 4 mars 1859 - 3 mars 1861        | 36e         | Élu en 1858. Retrait. | 1853–1863 Comtés d'Ulster et Greene                       |
| John B. Steele (en)             | Démocrate                      | 4 mars 1861 - 3 mars 1863        | 37e         | Élu en 1860. Redécoupage vers le 13e district. | 1853–1863 Comtés d'Ulster et Greene                       |
| Charles H. Winfield (en)        | Démocrate                      | 4 mars 1863 - 3 mars 1867        | 38e , 39e   | Élu en 1862. Réélu en 1864. Retrait. | 1863–1873 Comtés d'Orange et Sullivan                     |
| Charles Van Wyck (en)           | Républicain                    | 4 mars 1867 - 3 mars 1869        | 40e         | Élu en 1866. Perd sa réélection. | 1863–1873 Comtés d'Orange et Sullivan                     |
| George W. Greene (en)           | Démocrate                      | 4 mars 1869 - 17 février 1870    | 41e         | Remplacé par Charles H. Van Wyck, qui conteste avec succès son élection.                                                                                | 1863–1873 Comtés d'Orange et Sullivan                     |
| Charles Van Wyck (en)           | Républicain                    | 17 février 1870 - 3 mars 1871    | 41e         | Conteste avec succès l'élection de George W. Greene. | 1863–1873 Comtés d'Orange et Sullivan                     |
| Charles St. John (en)           | Républicain                    | 4 mars 1871 - 3 mars 1873        | 42e         | Élu en 1870. Redécoupage vers le 12e district. | 1863–1873 Comtés d'Orange et Sullivan                     |
| Clarkson N. Potter (en)         | Démocrate                      | 4 mars 1873 - 3 mars 1875        | 43e         | Redécoupage depuis le 10e district et réélu en 1872. | 1873–1875 Comtés de Bronx et Westchester                  |
| Benjamin A. Willis (en)         | Démocrate                      | 4 mars 1875 - 3 mars 1879        | 44e , 45e   | Élu en 1874. Réélu en 1876. | 1875–1883 Harlem et centre de Manhattan                   |
| Levi P. Morton                  | Républicain                    | 4 mars 1879 - 21 mars 1881       | 46e , 47e   | Élu en 1878. Réélu en 1880. Démissionne pour devenir Ambassadeur des États-Unis en France.                                                              | 1875–1883 Harlem et centre de Manhattan                   |
| Vacant                          | Vacant                         | 21 mars 1881 - 8 novembre 1881   | 47e         | | 1875–1883 Harlem et centre de Manhattan                   |
| Roswell P. Flower (en)          | Démocrate                      | 8 novembre 1881 - 3 mars 1883    | 47e         | Élu pour terminer le mandat de Morton. | 1875–1883 Harlem et centre de Manhattan                   |
| Orlando B. Potter (en)          | Démocrate                      | 4 mars 1883 - 3 mars 1885        | 48e         | Élu en 1882. | 1883–1893 Centre Ouest de Manhattan                       |
| Truman A. Merriman (en)         | Démocrate Indépendant (en)     | 4 mars 1885 - 3 mars 1887        | 49e , 50e   | Élu en 1884. Réélu en 1886. | 1883–1893 Centre Ouest de Manhattan                       |
| Truman A. Merriman (en)         | Démocrate                      | 4 mars 1887 - 3 mars 1889        | 49e , 50e   | Élu en 1884. Réélu en 1886. | 1883–1893 Centre Ouest de Manhattan                       |
| John Quinn (en)                 | Démocrate                      | 4 mars 1889 - 3 mars 1891        | 51e         | Élu en 1888. | 1883–1893 Centre Ouest de Manhattan                       |
| John De Witt Warner (en)        | Démocrate                      | 4 mars 1891 - 3 mars 1893        | 52e         | Élu en 1890. Redécoupage vers le 13e district. | 1883–1893 Centre Ouest de Manhattan                       |
| Amos J. Cummings (en)           | Démocrate                      | 4 mars 1893 - 21 novembre 1894   | 53e         | Redécoupage depuis le 9e district et réélu en 1892. Démissionne.                                                                                        | 1893–1903 Lower East Side de Manhattan (en partie)        |
| William Sulzer (en)             | Démocrate                      | 4 mars 1895 - 3 mars 1903        | 54e - 57e   | Élu en 1894. Réélu en 1896. Réélu en 1898. Réélu en 1900. Redécoupage vers le 10e district.                                                             | 1893–1903 Lower East Side de Manhattan (en partie)        |
| William Randolph Hearst         | Démocrate                      | 4 mars 1903 - 3 mars 1907        | 58e , 59e   | Élu en 1902. Réélu en 1904. | 1903–1913 Partie Centre Ouest de Manhattan                |
| Charles V. Fornes (en)          | Démocrate                      | 4 mars 1907 - 3 mars 1913        | 60e - 62e   | Élu en 1906. Réélu en 1908. Réélu en 1910. | 1903–1913 Partie Centre Ouest de Manhattan                |
| Daniel J. Riordan (en)          | Démocrate                      | 4 mars 1913 - 28 avril 1923      | 63e - 68e   | Redécoupage depuis le 8e district et réélu en 1912. Réélu en 1914. Réélu en 1916. Réélu en 1918. Réélu en 1920. Réélu en 1922. Décès.                   | 1913–1933 Staten Island et des parties de Manhattan       |
| Vacant                          | Vacant                         | 28 avril 1923 - 6 novembre 1923  | 68e         | | 1913–1933 Staten Island et des parties de Manhattan       |
| Anning Smith Prall (en)         | Démocrate                      | 6 novembre 1923 - 3 janvier 1935 | 68e - 73e   | Élu pour terminer le mandat de Riordan. Réélu en 1924. Réélu en 1926. Réélu en 1928. Réélu en 1930. Réélu en 1932.                                      | 1913–1933 Staten Island et des parties de Manhattan       |
| James A. O'Leary (en)           | Démocrate                      | 3 janvier 1935 - 16 mars 1944    | 74e - 78e   | Élu en 1934. Réélu en 1936. Réélu en 1938. Réélu en 1940. Réélu en 1942. Décès.                                                                         | 1913–1933 Staten Island et des parties de Manhattan       |
| Vacant                          | Vacant                         | 16 mars 1944 - 6 juin 1944       | 78e         | | 1913–1933 Staten Island et des parties de Manhattan       |
| Ellsworth B. Buck (en)          | Républicain                    | 6 juin 1944 - 3 janvier 1945     | 78e         | Élu pour terminer le mandat de O'Leary. Redécoupage vers le 16e district.                                                                               | 1913–1933 Staten Island et des parties de Manhattan       |
| James J. Heffernan (en)         | Démocrate                      | 3 janvier 1945 - 3 janvier 1953  | 79e - 82e   | Redécoupage depuis le 5e district et réélu en 1944. Réélu en 1946. Réélu en 1948. Réélu en 1950.                                                        | Jusque 1953 Parties de Brooklyn                           |
| Emanuel Celler                  | Démocrate                      | 3 janvier 1953 - 3 janvier 1963  | 83e - 87e   | Redécoupage depuis le 15e district et réélu en 1952. Réélu en 1954. Réélu en 1956. Réélu en 1958. Réélu en 1960. Redécoupage vers le 10e district.      | 1953–1963 Parties de Brooklyn et du Queens                |
| Eugene J. Keogh (en)            | Démocrate                      | 3 janvier 1963 - 3 janvier 1967  | 88e , 89e   | Redécoupage depuis le 9e district et réélu en 1962. Réélu en 1964.                                                                                      | 1963–1973 Parties de Brooklyn                             |
| Frank J. Brasco (en)            | Démocrate                      | 3 janvier 1967 - 3 janvier 1975  | 90e - 93e   | Élu en 1966. Réélu en 1968. Réélu en 1970. Réélu en 1972.                                                                                               | 1963–1973 Parties de Brooklyn                             |
| Frank J. Brasco (en)            | Démocrate                      | 3 janvier 1967 - 3 janvier 1975  | 90e - 93e   | Élu en 1966. Réélu en 1968. Réélu en 1970. Réélu en 1972.                                                                                               | Jusque 1983 Parties de Brooklyn et du Queens              |
| James H. Scheuer (en)           | Démocrate                      | 3 janvier 1975 - 3 janvier 1983  | 94e - 97e   | Élu en 1974. Réélu en 1976. Réélu en 1978. Réélu en 1980. Redécoupage vers le 8e district.                                                              |                                                           |
| Edolphus Towns (en)             | Démocrate                      | 3 janvier 1983 - 3 janvier 1993  | 98e - 102e  | Élu en 1982. Réélu en 1984. Réélu en 1986. Réélu en 1988. Réélu en 1990. Redécoupage vers le 10e district.                                              | 1983–2003 Parties de Brooklyn                             |
| Major Owens (en)                | Démocrate                      | 3 janvier 1993 - 3 janvier 2007  | 103e - 109e | Redécoupage depuis le 12e district et réélu en 1992. Réélu en 1994. Réélu en 1996. Réélu en 1998. Réélu en 2000. Réélu en 2002. Réélu en 2004. Retrait. | 1983–2003 Parties de Brooklyn                             |
| Major Owens (en)                | Démocrate                      | 3 janvier 1993 - 3 janvier 2007  | 103e - 109e | Redécoupage depuis le 12e district et réélu en 1992. Réélu en 1994. Réélu en 1996. Réélu en 1998. Réélu en 2000. Réélu en 2002. Réélu en 2004. Retrait. | 2003–2013 Parties de Brooklyn                             |
| Yvette Clarke                   | Démocrate                      | 3 janvier 2007 - 3 janvier 2013  | 110e - 112e | Élue en 2006. Réélue en 2008. Réélue en 2010. Redécoupage vers le 9e district.                                                                          |                                                           |
| Michael Grimm                   | Républicain                    | 3 janvier 2013 - 3 janvier 2015  | 113e , 114e | Redécoupage depuis le 13e district et réélu en 2012. Réélu en 2014. Démissionne.                                                                        | 2013–2023 Staten Island et des parties de Brooklyn        |
| Vacant                          | Vacant                         | 3 janvier 2015 - 5 mai 2015      | 114e        | | 2013–2023 Staten Island et des parties de Brooklyn        |
| Dan Donovan                     | Républicain                    | 5 mai 2015 - 3 janvier 2019      | 114e , 115e | Élu pour terminer le mandat de Grimm. Réélu en 2016. Perd sa réélection.                                                                                | 2013–2023 Staten Island et des parties de Brooklyn        |
| Max Rose                        | Démocrate                      | 3 janvier 2019 - 3 janvier 2021  | 116e        | Élu en 2018. Perd sa réélection. | 2013–2023 Staten Island et des parties de Brooklyn        |
| Nicole Malliotakis              | Républicain                    | 3 janvier 2021 - Présent         | 117e , 118e | Élue en 2020. Réélue en 2022. Réélue en 2024. | 2013–2023 Staten Island et des parties de Brooklyn        |
| Nicole Malliotakis              | Républicain                    | 3 janvier 2021 - Présent         | 117e , 118e | Élue en 2020. Réélue en 2022. Réélue en 2024. | 2023–2025 Staten Island et des parties de Brooklyn        |

## Résultats des récentes élections
Voici les résultats des dix précédents cycles électoraux dans le district.

### 2004
| Élection de 2004 du 11e district congressionnel de New York | Élection de 2004 du 11e district congressionnel de New York | Élection de 2004 du 11e district congressionnel de New York | Élection de 2004 du 11e district congressionnel de New York | Élection de 2004 du 11e district congressionnel de New York |
| ----------------------------------------------------------- | ----------------------------------------------------------- | ----------------------------------------------------------- | ----------------------------------------------------------- | ----------------------------------------------------------- |
| Parti                                                       | Parti                                                       | Candidat                                                    | Votes                                                       | %                                                           |
|                                                             | Démocrate                                                   | Major Owens (en) (sortant)                                  | 144 999                                                     | 94,0                                                        |
|                                                             | Independence (en)                                           | Lorraine Stevens                                            | 4 721                                                       | 3,1                                                         |
|                                                             | Conservateur (en)                                           | Sol Lieberman                                               | 4 478                                                       | 2,9                                                         |
| Total des votes                                             | Total des votes                                             | Total des votes                                             | 154 198                                                     | 100%                                                        |
|                                                             | Les Démocrates conservent                                   |                                                             |                                                             |                                                             |

### 2006
| Élection de 2006 du 11e district congressionnel de New York | Élection de 2006 du 11e district congressionnel de New York | Élection de 2006 du 11e district congressionnel de New York | Élection de 2006 du 11e district congressionnel de New York | Élection de 2006 du 11e district congressionnel de New York |
| ----------------------------------------------------------- | ----------------------------------------------------------- | ----------------------------------------------------------- | ----------------------------------------------------------- | ----------------------------------------------------------- |
| Parti                                                       | Parti                                                       | Candidat                                                    | Votes                                                       | %                                                           |
|                                                             | Démocrate                                                   | Yvette Clarke                                               | 88 334                                                      | 90,0                                                        |
|                                                             | Républicain                                                 | Stephen Finger                                              | 7 447                                                       | 7,6                                                         |
|                                                             | Conservateur (en)                                           | Marianna Blume                                              | 1 325                                                       | 1,4                                                         |
|                                                             | Indépendant                                                 | Ollie M. McClean                                            | 996                                                         | 1,0                                                         |
| Total des votes                                             | Total des votes                                             | Total des votes                                             | 98 102                                                      | 100%                                                        |
|                                                             | Les Démocrates conservent                                   |                                                             |                                                             |                                                             |

### 2008
| Élection de 2008 du 11e district congressionnel de New York | Élection de 2008 du 11e district congressionnel de New York | Élection de 2008 du 11e district congressionnel de New York | Élection de 2008 du 11e district congressionnel de New York | Élection de 2008 du 11e district congressionnel de New York |
| ----------------------------------------------------------- | ----------------------------------------------------------- | ----------------------------------------------------------- | ----------------------------------------------------------- | ----------------------------------------------------------- |
| Parti                                                       | Parti                                                       | Candidat                                                    | Votes                                                       | %                                                           |
|                                                             | Démocrate                                                   | Yvette Clarke (sortante)                                    | 168 562                                                     | 92,8                                                        |
|                                                             | Républicain                                                 | Hugh C. Carr                                                | 11 644                                                      | 6,4                                                         |
|                                                             | Conservateur (en)                                           | Cartrell Gore                                               | 1 517                                                       | 0,8                                                         |
| Total des votes                                             | Total des votes                                             | Total des votes                                             | 181 723                                                     | 100%                                                        |
|                                                             | Les Démocrates conservent                                   |                                                             |                                                             |                                                             |

### 2010
| Élection de 2010 du 11e district congressionnel de New York | Élection de 2010 du 11e district congressionnel de New York | Élection de 2010 du 11e district congressionnel de New York | Élection de 2010 du 11e district congressionnel de New York | Élection de 2010 du 11e district congressionnel de New York |
| ----------------------------------------------------------- | ----------------------------------------------------------- | ----------------------------------------------------------- | ----------------------------------------------------------- | ----------------------------------------------------------- |
| Parti                                                       | Parti                                                       | Candidat                                                    | Votes                                                       | %                                                           |
|                                                             | Démocrate                                                   | Yvette Clarke (sortante)                                    | 104 297                                                     | 90,6                                                        |
|                                                             | Républicain                                                 | Hugh C. Carr                                                | 10 858                                                      | 9,4                                                         |
| Total des votes                                             | Total des votes                                             | Total des votes                                             | 115 155                                                     | 100%                                                        |
|                                                             | Les Démocrates conservent                                   |                                                             |                                                             |                                                             |

### 2012
| Élection de 2012 du 11e district congressionnel de New York | Élection de 2012 du 11e district congressionnel de New York | Élection de 2012 du 11e district congressionnel de New York | Élection de 2012 du 11e district congressionnel de New York | Élection de 2012 du 11e district congressionnel de New York |
| ----------------------------------------------------------- | ----------------------------------------------------------- | ----------------------------------------------------------- | ----------------------------------------------------------- | ----------------------------------------------------------- |
| Parti                                                       | Parti                                                       | Candidat                                                    | Votes                                                       | %                                                           |
|                                                             | Républicain                                                 | Michael Grimm (sortant)                                     | 103 118                                                     | 52,2                                                        |
|                                                             | Démocrate                                                   | Mark Murphy                                                 | 92 430                                                      | 46,8                                                        |
|                                                             | Vert                                                        | Henry Bardel                                                | 1 939                                                       | 1,0                                                         |
|                                                             | Write-In                                                    | Write-In                                                    | 148                                                         | 0,1                                                         |
| Total des votes                                             | Total des votes                                             | Total des votes                                             | 197 635                                                     | 100%                                                        |
|                                                             | Les Républicains prennent aux Démocrates                    |                                                             |                                                             |                                                             |

### 2014
| Élection de 2014 du 11e district congressionnel de New York | Élection de 2014 du 11e district congressionnel de New York | Élection de 2014 du 11e district congressionnel de New York | Élection de 2014 du 11e district congressionnel de New York | Élection de 2014 du 11e district congressionnel de New York |
| ----------------------------------------------------------- | ----------------------------------------------------------- | ----------------------------------------------------------- | ----------------------------------------------------------- | ----------------------------------------------------------- |
| Parti                                                       | Parti                                                       | Candidat                                                    | Votes                                                       | %                                                           |
|                                                             | Républicain                                                 | Michael Grimm (sortant)                                     | 58 886                                                      | 54,8                                                        |
|                                                             | Démocrate                                                   | Domenic Recchia                                             | 45 244                                                      | 42,1                                                        |
|                                                             | Vert                                                        | Henry Bardel                                                | 2 687                                                       | 2,5                                                         |
|                                                             | Write-In                                                    | Write-In                                                    | 546                                                         | 0,5                                                         |
| Total des votes                                             | Total des votes                                             | Total des votes                                             | 107 363                                                     | 100%                                                        |
|                                                             | Les Républicains conservent                                 |                                                             |                                                             |                                                             |

### 2015 (Spéciale)
| Élection Spéciale de 2015 du 11e district congressionnel de New York | Élection Spéciale de 2015 du 11e district congressionnel de New York | Élection Spéciale de 2015 du 11e district congressionnel de New York | Élection Spéciale de 2015 du 11e district congressionnel de New York | Élection Spéciale de 2015 du 11e district congressionnel de New York |
| -------------------------------------------------------------------- | -------------------------------------------------------------------- | -------------------------------------------------------------------- | -------------------------------------------------------------------- | -------------------------------------------------------------------- |
| Parti                                                                | Parti                                                                | Candidat                                                             | Votes                                                                | %                                                                    |
|                                                                      | Républicain                                                          | Dan Donovan (sortant)                                                | 23 409                                                               | 58,7                                                                 |
|                                                                      | Démocrate                                                            | Vincent Gentile                                                      | 15 808                                                               | 39,4                                                                 |
| Total des votes                                                      | Total des votes                                                      | Total des votes                                                      | 42 569                                                               | 100%                                                                 |
|                                                                      | Les Républicains conservent                                          |                                                                      |                                                                      |                                                                      |

### 2016
| Élection de 2016 du 11e district congressionnel de New York | Élection de 2016 du 11e district congressionnel de New York | Élection de 2016 du 11e district congressionnel de New York | Élection de 2016 du 11e district congressionnel de New York | Élection de 2016 du 11e district congressionnel de New York |
| ----------------------------------------------------------- | ----------------------------------------------------------- | ----------------------------------------------------------- | ----------------------------------------------------------- | ----------------------------------------------------------- |
| Parti                                                       | Parti                                                       | Candidat                                                    | Votes                                                       | %                                                           |
|                                                             | Républicain                                                 | Dan Donovan (sortant)                                       | 134 366                                                     | 62,2                                                        |
|                                                             | Démocrate                                                   | Richard Reichard                                            | 78 066                                                      | 36,1                                                        |
| Total des votes                                             | Total des votes                                             | Total des votes                                             | 216 023                                                     | 100%                                                        |
|                                                             | Les Républicains conservent                                 |                                                             |                                                             |                                                             |

### 2018
| Élection de 2018 du 11e district congressionnel de New York | Élection de 2018 du 11e district congressionnel de New York | Élection de 2018 du 11e district congressionnel de New York | Élection de 2018 du 11e district congressionnel de New York | Élection de 2018 du 11e district congressionnel de New York |
| ----------------------------------------------------------- | ----------------------------------------------------------- | ----------------------------------------------------------- | ----------------------------------------------------------- | ----------------------------------------------------------- |
| Parti                                                       | Parti                                                       | Candidat                                                    | Votes                                                       | %                                                           |
|                                                             | Démocrate                                                   | Max Rose                                                    | 101 823                                                     | 53,0                                                        |
|                                                             | Républicain                                                 | Dan Donovan (sortant)                                       | 89 441                                                      | 46,6                                                        |
| Total des votes                                             | Total des votes                                             | Total des votes                                             | 207 621                                                     | 100%                                                        |
|                                                             | Les Démocrates prennent aux Républicains                    |                                                             |                                                             |                                                             |

### 2020
| Élection de 2020 du 11e district congressionnel de New York | Élection de 2020 du 11e district congressionnel de New York | Élection de 2020 du 11e district congressionnel de New York | Élection de 2020 du 11e district congressionnel de New York | Élection de 2020 du 11e district congressionnel de New York |
| ----------------------------------------------------------- | ----------------------------------------------------------- | ----------------------------------------------------------- | ----------------------------------------------------------- | ----------------------------------------------------------- |
| Parti                                                       | Parti                                                       | Candidat                                                    | Votes                                                       | %                                                           |
|                                                             | Républicain                                                 | Nicole Malliotakis                                          | 155 608                                                     | 53,2                                                        |
|                                                             | Démocrate                                                   | Max Rose (sortant)                                          | 137 198                                                     | 46,8                                                        |
| Total des votes                                             | Total des votes                                             | Total des votes                                             | 292 806                                                     | 100%                                                        |
|                                                             | Les Républicains prennent aux Démocrates                    |                                                             |                                                             |                                                             |

### 2022
| Primaire Républicaine de 2022 du 11e district congressionnel de New York | Primaire Républicaine de 2022 du 11e district congressionnel de New York | Primaire Républicaine de 2022 du 11e district congressionnel de New York | Primaire Républicaine de 2022 du 11e district congressionnel de New York | Primaire Républicaine de 2022 du 11e district congressionnel de New York |
| ------------------------------------------------------------------------ | ------------------------------------------------------------------------ | ------------------------------------------------------------------------ | ------------------------------------------------------------------------ | ------------------------------------------------------------------------ |
| Parti                                                                    | Parti                                                                    | Candidat                                                                 | Votes                                                                    | %                                                                        |
|                                                                          | Républicain                                                              | Nicole Malliotakis (sortante)                                            | 12 431                                                                   | 78,1                                                                     |
|                                                                          | Républicain                                                              | John Matland                                                             | 3 407                                                                    | 21,4                                                                     |

| Primaire Démocrate de 2022 du 11e district congressionnel de New York | Primaire Démocrate de 2022 du 11e district congressionnel de New York | Primaire Démocrate de 2022 du 11e district congressionnel de New York | Primaire Démocrate de 2022 du 11e district congressionnel de New York | Primaire Démocrate de 2022 du 11e district congressionnel de New York |
| --------------------------------------------------------------------- | --------------------------------------------------------------------- | --------------------------------------------------------------------- | --------------------------------------------------------------------- | --------------------------------------------------------------------- |
| Parti                                                                 | Parti                                                                 | Candidat                                                              | Votes                                                                 | %                                                                     |
|                                                                       | Démocrate                                                             | Max Rose                                                              | 16 439                                                                | 74,1                                                                  |
|                                                                       | Démocrate                                                             | Brittany Ramos DeBarros                                               | 4 625                                                                 | 20,8                                                                  |
|                                                                       | Démocrate                                                             | Komi Agoda-Koussema                                                   | 932                                                                   | 4,2                                                                   |

| Élection de 2022 du 11e district congressionnel de New York | Élection de 2022 du 11e district congressionnel de New York | Élection de 2022 du 11e district congressionnel de New York | Élection de 2022 du 11e district congressionnel de New York | Élection de 2022 du 11e district congressionnel de New York |
| ----------------------------------------------------------- | ----------------------------------------------------------- | ----------------------------------------------------------- | ----------------------------------------------------------- | ----------------------------------------------------------- |
| Parti                                                       | Parti                                                       | Candidat                                                    | Votes                                                       | %                                                           |
|                                                             | Républicain                                                 | Nicole Malliotakis (sortante)                               | 115 992                                                     | 61,7                                                        |
|                                                             | Démocrate                                                   | Max Rose                                                    | 71 801                                                      | 38,2                                                        |
|                                                             | Autres                                                      | Autres                                                      | 306                                                         | 0,2                                                         |
| Total des votes                                             | Total des votes                                             | Total des votes                                             | 188 099                                                     | 100%                                                        |
|                                                             | Les Républicains conservent                                 |                                                             |                                                             |                                                             |

### 2024
Les Primaires Républicaines et Démocrates ont été annulées. Nicole Malliotakis (R-Sortante) et Andrea Morse (D) avancent vers l'Élection Générale.
| Élection de 2024 du 11e district congressionnel de New York | Élection de 2024 du 11e district congressionnel de New York | Élection de 2024 du 11e district congressionnel de New York | Élection de 2024 du 11e district congressionnel de New York | Élection de 2024 du 11e district congressionnel de New York |
| ----------------------------------------------------------- | ----------------------------------------------------------- | ----------------------------------------------------------- | ----------------------------------------------------------- | ----------------------------------------------------------- |
| Parti                                                       | Parti                                                       | Candidat                                                    | Votes                                                       | %                                                           |
|                                                             | Républicain                                                 | Nicole Malliotakis (sortante)                               | 167 099                                                     | 64,1                                                        |
|                                                             | Démocrate                                                   | Andrea Morse                                                | 93 586                                                      | 35,9                                                        |
| Total des votes                                             | Total des votes                                             | Total des votes                                             | 260 685                                                     | 100%                                                        |
|                                                             |                                                             |                                                             |                                                             |                                                             |